# Lista över fornlämningar i Flens kommun (Bettna)
Lista över fornlämningar i Flens kommun (Bettna) är en förteckning av ett urval av de fornlämningar som finns i Bettna i Flens kommun.
| Namn                         | Lämningstyp                 | Tillkomsttid | Historisk indelning  | Plats         | Läge                 | ID-nr          | Bild                                      |
| ---------------------------- | --------------------------- | ------------ | -------------------- | ------------- | -------------------- | -------------- | ----------------------------------------- |
| Bettna 1:1                   | Stensättning                |              | Bettna, Södermanland |               | 58.920487, 16.589640 | 10031000010001 | Ladda upp en bild av detta fornminne      |
| Bettna 1:2                   | Stensättning                |              | Bettna, Södermanland |               | 58.920585, 16.589883 | 10031000010002 | Ladda upp en bild av detta fornminne      |
| Bettna 1:3                   | Stensättning                |              | Bettna, Södermanland |               | 58.920667, 16.589658 | 10031000010003 | Ladda upp en bild av detta fornminne      |
| Bettna 2:2                   | Stensättning                |              | Bettna, Södermanland |               | 58.939014, 16.605883 | 10031000020002 | Ladda upp en bild av detta fornminne      |
| Bettna 2:3                   | Stensättning                |              | Bettna, Södermanland |               | 58.939030, 16.606197 | 10031000020003 | Ladda upp en bild av detta fornminne      |
| Bettna 4:1                   | Röse                        |              | Bettna, Södermanland |               | 58.941215, 16.599995 | 10031000040001 | Ladda upp en bild av detta fornminne      |
| Bettna 5:1                   | Stensättning                |              | Bettna, Södermanland |               | 58.940466, 16.595604 | 10031000050001 | Ladda upp en bild av detta fornminne      |
| Bettna 5:2                   | Röse                        |              | Bettna, Södermanland |               | 58.940322, 16.595739 | 10031000050002 | Ladda upp en bild av detta fornminne      |
| Bettna 6:1                   | Gravfält                    |              | Bettna, Södermanland |               | 58.939060, 16.588318 | 10031000060001 | Ladda upp en bild av detta fornminne      |
| Bettna 7:1                   | Gravfält                    |              | Bettna, Södermanland |               | 58.942437, 16.607135 | 10031000070001 | Ladda upp en bild av detta fornminne      |
| Bettna 8:1                   | Gravfält                    |              | Bettna, Södermanland |               | 58.943063, 16.605248 | 10031000080001 | Ladda upp en bild av detta fornminne      |
| Bettna 9:1                   | Gravfält                    |              | Bettna, Södermanland |               | 58.938791, 16.614441 | 10031000090001 | Ladda upp en bild av detta fornminne      |
| Bettna 10:1                  | Stensättning                |              | Bettna, Södermanland |               | 58.920029, 16.564357 | 10031000100001 | Ladda upp en bild av detta fornminne      |
| Bettna 10:2                  | Stensättning                |              | Bettna, Södermanland |               | 58.920403, 16.564767 | 10031000100002 | Ladda upp en bild av detta fornminne      |
| Bettna 11:1                  | Stensättning                |              | Bettna, Södermanland |               | 58.921111, 16.546288 | 10031000110001 | Ladda upp en bild av detta fornminne      |
| Bettna 11:2                  | Stensättning                |              | Bettna, Södermanland |               | 58.921228, 16.546257 | 10031000110002 | Ladda upp en bild av detta fornminne      |
| Bettna 11:3                  | Stensättning                |              | Bettna, Södermanland |               | 58.921363, 16.546244 | 10031000110003 | Ladda upp en bild av detta fornminne      |
| Bettna 14:1                  | Stensättning                |              | Bettna, Södermanland |               | 58.916409, 16.542849 | 10031000140001 | Ladda upp en bild av detta fornminne      |
| Bettna 15:1                  | Stensättning                |              | Bettna, Södermanland |               | 58.922756, 16.541791 | 10031000150001 | Ladda upp en bild av detta fornminne      |
| Bettna 16:1                  | Stensättning                |              | Bettna, Södermanland |               | 58.914042, 16.570923 | 10031000160001 | Ladda upp en bild av detta fornminne      |
| Bettna 16:2                  | Stensättning                |              | Bettna, Södermanland |               | 58.913788, 16.571280 | 10031000160002 | Ladda upp en bild av detta fornminne      |
| Bettna 18:1                  | Gravfält                    |              | Bettna, Södermanland |               | 58.906346, 16.545292 | 10031000180001 | Ladda upp en bild av detta fornminne      |
| Bettna 20:1                  | Gravfält                    |              | Bettna, Södermanland |               | 58.905095, 16.518770 | 10031000200001 | Ladda upp en bild av detta fornminne      |
| Bettna 22:1                  | Gravfält                    |              | Bettna, Södermanland |               | 58.894559, 16.552158 | 10031000220001 | Ladda upp en bild av detta fornminne      |
| Bettna 23:1                  | Gravfält                    |              | Bettna, Södermanland |               | 58.938450, 16.615335 | 10031000230001 | Ladda upp en bild av detta fornminne      |
| Bettna 24:1                  | Stensättning                |              | Bettna, Södermanland |               | 58.905691, 16.566000 | 10031000240001 | Ladda upp en bild av detta fornminne      |
| Bettna 24:2                  | Stensättning                |              | Bettna, Södermanland |               | 58.905304, 16.566144 | 10031000240002 | Ladda upp en bild av detta fornminne      |
| Bettna 25:1                  | Gravfält                    |              | Bettna, Södermanland |               | 58.923221, 16.720081 | 10031000250001 | Ladda upp en bild av detta fornminne      |
| Visberget (Bettna 26:1)      | Fornborg                    |              | Bettna, Södermanland |               | 58.913021, 16.715380 | 10031000260001 | Ladda upp en bild av detta fornminne      |
| Bettna 27:2                  | Stensättning                |              | Bettna, Södermanland |               | 58.920146, 16.710049 | 10031000270002 | Ladda upp en bild av detta fornminne      |
| Bettna 28:1                  | Hög                         |              | Bettna, Södermanland |               | 58.921514, 16.700482 | 10031000280001 | Ladda upp en bild av detta fornminne      |
| Bettna 29:1                  | Stensättning                |              | Bettna, Södermanland |               | 58.918510, 16.698383 | 10031000290001 | Ladda upp en bild av detta fornminne      |
| Bettna 29:2                  | Stensättning                |              | Bettna, Södermanland |               | 58.918389, 16.698795 | 10031000290002 | Ladda upp en bild av detta fornminne      |
| Bettna 29:3                  | Stensättning                |              | Bettna, Södermanland |               | 58.918298, 16.698843 | 10031000290003 | Ladda upp en bild av detta fornminne      |
| Bettna 29:4                  | Stensättning                |              | Bettna, Södermanland |               | 58.918200, 16.698857 | 10031000290004 | Ladda upp en bild av detta fornminne      |
| Bettna 30:1                  | Gravfält                    |              | Bettna, Södermanland |               | 58.919680, 16.700088 | 10031000300001 | Ladda upp en bild av detta fornminne      |
| Bettna 31:1                  | Stensättning                |              | Bettna, Södermanland |               | 58.916830, 16.701823 | 10031000310001 | Ladda upp en bild av detta fornminne      |
| Bettna 31:2                  | Stensättning                |              | Bettna, Södermanland |               | 58.916722, 16.701836 | 10031000310002 | Ladda upp en bild av detta fornminne      |
| Bettna 31:3                  | Stensättning                |              | Bettna, Södermanland |               | 58.916719, 16.702097 | 10031000310003 | Ladda upp en bild av detta fornminne      |
| Bettna 32:1                  | Gravfält                    |              | Bettna, Södermanland |               | 58.917297, 16.700667 | 10031000320001 | Ladda upp en bild av detta fornminne      |
| Bettna 33:1                  | Gravfält                    |              | Bettna, Södermanland |               | 58.943234, 16.606237 | 10031000330001 | Ladda upp en bild av detta fornminne      |
| Bettna 33:2                  | Stensättning                |              | Bettna, Södermanland |               | 58.943491, 16.605665 | 10031000330002 | Ladda upp en bild av detta fornminne      |
| Bettna 35:1                  | Stensättning                |              | Bettna, Södermanland |               | 58.923212, 16.708852 | 10031000350001 | Ladda upp en bild av detta fornminne      |
| Bettna 36:1                  | Stensättning                |              | Bettna, Södermanland |               | 58.923541, 16.705774 | 10031000360001 | Ladda upp en bild av detta fornminne      |
| Pörtebacken (Bettna 37:1)    | Gravfält                    |              | Bettna, Södermanland |               | 58.926292, 16.697840 | 10031000370001 | Ladda upp en bild av detta fornminne      |
| Bettna 38:1                  | Gravfält                    |              | Bettna, Södermanland |               | 58.927063, 16.700244 | 10031000380001 | Ladda upp en bild av detta fornminne      |
| Bettna 39:1                  | Gravfält                    |              | Bettna, Södermanland |               | 58.919907, 16.696654 | 10031000390001 | Ladda upp en bild av detta fornminne      |
| Bettna 40:1                  | Stensättning                |              | Bettna, Södermanland |               | 58.924263, 16.695347 | 10031000400001 | Ladda upp en bild av detta fornminne      |
| Bettna 40:2                  | Hög                         |              | Bettna, Södermanland |               | 58.924319, 16.695106 | 10031000400002 | Ladda upp en bild av detta fornminne      |
| Bettna 40:3                  | Stensättning                |              | Bettna, Södermanland |               | 58.924188, 16.695587 | 10031000400003 | Ladda upp en bild av detta fornminne      |
| Bettna 40:4                  | Hög                         |              | Bettna, Södermanland |               | 58.924367, 16.694778 | 10031000400004 | Ladda upp en bild av detta fornminne      |
| Bettna 42:1                  | Stensättning                |              | Bettna, Södermanland |               | 58.915209, 16.548037 | 10031000420001 | Ladda upp en bild av detta fornminne      |
| Bettna 43:1                  | Stensättning                |              | Bettna, Södermanland |               | 58.910734, 16.539471 | 10031000430001 | Ladda upp en bild av detta fornminne      |
| Bettna 43:2                  | Stensättning                |              | Bettna, Södermanland |               | 58.910834, 16.539422 | 10031000430002 | Ladda upp en bild av detta fornminne      |
| Bettna 43:3                  | Stensättning                |              | Bettna, Södermanland |               | 58.910888, 16.539373 | 10031000430003 | Ladda upp en bild av detta fornminne      |
| Bettna 43:4                  | Stensättning                |              | Bettna, Södermanland |               | 58.910978, 16.539324 | 10031000430004 | Ladda upp en bild av detta fornminne      |
| Bettna 44:1                  | Gravfält                    |              | Bettna, Södermanland |               | 58.911440, 16.539967 | 10031000440001 | Ladda upp en bild av detta fornminne      |
| Bettna 45:1                  | Gravfält                    |              | Bettna, Södermanland |               | 58.922313, 16.585329 | 10031000450001 | Ladda upp en bild av detta fornminne      |
| Bettna 47:1                  | Gravfält                    |              | Bettna, Södermanland |               | 58.923939, 16.690054 | 10031000470001 | Ladda upp en bild av detta fornminne      |
| Bettna 48:1                  | Stensättning                |              | Bettna, Södermanland |               | 58.922152, 16.674023 | 10031000480001 | Ladda upp en bild av detta fornminne      |
| Bettna 48:2                  | Stensättning                |              | Bettna, Södermanland |               | 58.922043, 16.674157 | 10031000480002 | Ladda upp en bild av detta fornminne      |
| Bettna 49:1                  | Stensättning                |              | Bettna, Södermanland |               | 58.920161, 16.678078 | 10031000490001 | Ladda upp en bild av detta fornminne      |
| Bettna 50:1                  | Stensättning                |              | Bettna, Södermanland |               | 58.896330, 16.603566 | 10031000500001 | Ladda upp en bild av detta fornminne      |
| Bettna 51:1                  | Röse                        |              | Bettna, Södermanland |               | 58.896907, 16.602808 | 10031000510001 | Ladda upp en bild av detta fornminne      |
| Bettna 52:1                  | Fornborg                    |              | Bettna, Södermanland |               | 58.925492, 16.732913 | 10031000520001 | Ladda upp en bild av detta fornminne      |
| Bettna 53:1                  | Gravfält                    |              | Bettna, Södermanland |               | 58.904696, 16.685071 | 10031000530001 | Ladda upp en bild av detta fornminne      |
| Bettna 54:1                  | Stensättning                |              | Bettna, Södermanland |               | 58.906135, 16.684784 | 10031000540001 | Ladda upp en bild av detta fornminne      |
| Bettna 55:1                  | Stensättning                |              | Bettna, Södermanland |               | 58.903565, 16.686695 | 10031000550001 | Ladda upp en bild av detta fornminne      |
| Bettna 56:1                  | Stensättning                |              | Bettna, Södermanland |               | 58.902688, 16.685532 | 10031000560001 | Ladda upp en bild av detta fornminne      |
| Bettna 58:1                  | Stensättning                |              | Bettna, Södermanland |               | 58.910584, 16.677615 | 10031000580001 | Ladda upp en bild av detta fornminne      |
| Bettna 59:1                  | Stensättning                |              | Bettna, Södermanland |               | 58.910577, 16.679142 | 10031000590001 | Ladda upp en bild av detta fornminne      |
| Bettna 59:2                  | Stensättning                |              | Bettna, Södermanland |               | 58.910574, 16.679368 | 10031000590002 | Ladda upp en bild av detta fornminne      |
| Bettna 59:3                  | Stensättning                |              | Bettna, Södermanland |               | 58.910563, 16.679593 | 10031000590003 | Ladda upp en bild av detta fornminne      |
| Bettna 59:4                  | Stensättning                |              | Bettna, Södermanland |               | 58.910560, 16.679836 | 10031000590004 | Ladda upp en bild av detta fornminne      |
| Bettna 60:1                  | Stensättning                |              | Bettna, Södermanland |               | 58.910391, 16.683180 | 10031000600001 | Ladda upp en bild av detta fornminne      |
| Bettna 61:1                  | Stensättning                |              | Bettna, Södermanland |               | 58.906945, 16.689745 | 10031000610001 | Ladda upp en bild av detta fornminne      |
| Bettna 61:2                  | Stensättning                |              | Bettna, Södermanland |               | 58.907376, 16.688859 | 10031000610002 | Ladda upp en bild av detta fornminne      |
| Bettna 62:1                  | Stensättning                |              | Bettna, Södermanland |               | 58.903525, 16.692161 | 10031000620001 | Ladda upp en bild av detta fornminne      |
| Bettna 66:1                  | Gravfält                    |              | Bettna, Södermanland |               | 58.904123, 16.710219 | 10031000660001 | Ladda upp en bild av detta fornminne      |
| Bettna 67:1                  | Gravfält                    |              | Bettna, Södermanland |               | 58.903348, 16.711418 | 10031000670001 | Ladda upp en bild av detta fornminne      |
| Bettna 68:1                  | Gravfält                    |              | Bettna, Södermanland |               | 58.905909, 16.711477 | 10031000680001 | Ladda upp en bild av detta fornminne      |
| Sö 52 (Bettna 70:1)          | Runristning                 |              | Bettna, Södermanland | Märings spång | 58.904690, 16.722637 | 10031000700001 | Ladda upp en till bild av detta fornminne |
| Bettna 71:1                  | Gravfält                    |              | Bettna, Södermanland |               | 58.910623, 16.718359 | 10031000710001 | Ladda upp en bild av detta fornminne      |
| Bettna 71:2                  | Stensättning                |              | Bettna, Södermanland |               | 58.910962, 16.719517 | 10031000710002 | Ladda upp en bild av detta fornminne      |
| Bettna 71:3                  | Stensättning                |              | Bettna, Södermanland |               | 58.910877, 16.719539 | 10031000710003 | Ladda upp en bild av detta fornminne      |
| Bettna 72:1                  | Stensättning                |              | Bettna, Södermanland |               | 58.909104, 16.713042 | 10031000720001 | Ladda upp en bild av detta fornminne      |
| Bettna 72:2                  | Stensättning                |              | Bettna, Södermanland |               | 58.909385, 16.712758 | 10031000720002 | Ladda upp en bild av detta fornminne      |
| Bettna 72:3                  | Stensättning                |              | Bettna, Södermanland |               | 58.909168, 16.712871 | 10031000720003 | Ladda upp en bild av detta fornminne      |
| Bettna 73:1                  | Stensättning                |              | Bettna, Södermanland |               | 58.901978, 16.705048 | 10031000730001 | Ladda upp en bild av detta fornminne      |
| Bettna 73:2                  | Stensättning                |              | Bettna, Södermanland |               | 58.901859, 16.705304 | 10031000730002 | Ladda upp en bild av detta fornminne      |
| Bettna 74:1                  | Stensättning                |              | Bettna, Södermanland |               | 58.926913, 16.678170 | 10031000740001 | Ladda upp en bild av detta fornminne      |
| Bettna 74:4                  | Stensättning                |              | Bettna, Södermanland |               | 58.926622, 16.678540 | 10031000740004 | Ladda upp en bild av detta fornminne      |
| Bettna 75:1                  | Stensättning                |              | Bettna, Södermanland |               | 58.917047, 16.687263 | 10031000750001 | Ladda upp en bild av detta fornminne      |
| Bettna 76:1                  | Stensättning                |              | Bettna, Södermanland |               | 58.917076, 16.690494 | 10031000760001 | Ladda upp en bild av detta fornminne      |
| Bettna 77:1                  | Stensättning                |              | Bettna, Södermanland |               | 58.917002, 16.676165 | 10031000770001 | Ladda upp en bild av detta fornminne      |
| Bettna 78:1                  | Stensättning                |              | Bettna, Södermanland |               | 58.917422, 16.674636 | 10031000780001 | Ladda upp en bild av detta fornminne      |
| Bettna 79:1                  | Stensättning                |              | Bettna, Södermanland |               | 58.911894, 16.675131 | 10031000790001 | Ladda upp en bild av detta fornminne      |
| Bettna 80:1                  | Gravfält                    |              | Bettna, Södermanland |               | 58.926441, 16.610976 | 10031000800001 | Ladda upp en bild av detta fornminne      |
| Bettna 81:1                  | Gravfält                    |              | Bettna, Södermanland |               | 58.923666, 16.591137 | 10031000810001 | Ladda upp en bild av detta fornminne      |
| Bettna 83:1                  | Stensättning                |              | Bettna, Södermanland |               | 58.909845, 16.591074 | 10031000830001 | Ladda upp en bild av detta fornminne      |
| Bettna 84:1                  | Stensättning                |              | Bettna, Södermanland |               | 58.909670, 16.614759 | 10031000840001 | Ladda upp en bild av detta fornminne      |
| Bettna 85:1                  | Stensättning                |              | Bettna, Södermanland |               | 58.910419, 16.613065 | 10031000850001 | Ladda upp en bild av detta fornminne      |
| Bettna 86:1                  | Stensättning                |              | Bettna, Södermanland |               | 58.910197, 16.611403 | 10031000860001 | Ladda upp en bild av detta fornminne      |
| Bettna 86:2                  | Stensättning                |              | Bettna, Södermanland |               | 58.910128, 16.611206 | 10031000860002 | Ladda upp en bild av detta fornminne      |
| Bettna 87:1                  | Stensättning                |              | Bettna, Södermanland |               | 58.889707, 16.621044 | 10031000870001 | Ladda upp en bild av detta fornminne      |
| Bettna 87:2                  | Stensättning                |              | Bettna, Södermanland |               | 58.889588, 16.620934 | 10031000870002 | Ladda upp en bild av detta fornminne      |
| Bettna 88:1                  | Stensättning                |              | Bettna, Södermanland |               | 58.893503, 16.627790 | 10031000880001 | Ladda upp en bild av detta fornminne      |
| Bettna 89:1                  | Stensättning                |              | Bettna, Södermanland |               | 58.892612, 16.628490 | 10031000890001 | Ladda upp en bild av detta fornminne      |
| Bettna 90:1                  | Stensättning                |              | Bettna, Södermanland |               | 58.894846, 16.629032 | 10031000900001 | Ladda upp en bild av detta fornminne      |
| Bettna 91:1                  | Stensättning                |              | Bettna, Södermanland |               | 58.900538, 16.632038 | 10031000910001 | Ladda upp en bild av detta fornminne      |
| Bettna 93:1                  | Stensättning                |              | Bettna, Södermanland |               | 58.901542, 16.632898 | 10031000930001 | Ladda upp en bild av detta fornminne      |
| Bettna 94:1                  | Stensättning                |              | Bettna, Södermanland |               | 58.891367, 16.630785 | 10031000940001 | Ladda upp en bild av detta fornminne      |
| Bettna 95:1                  | Stensättning                |              | Bettna, Södermanland |               | 58.890066, 16.636824 | 10031000950001 | Ladda upp en bild av detta fornminne      |
| Bettna 96:1                  | Stensättning                |              | Bettna, Södermanland |               | 58.889598, 16.634253 | 10031000960001 | Ladda upp en bild av detta fornminne      |
| Bettna 97:1                  | Stensättning                |              | Bettna, Södermanland |               | 58.891393, 16.644209 | 10031000970001 | Ladda upp en bild av detta fornminne      |
| Bettna 98:1                  | Stensättning                |              | Bettna, Södermanland |               | 58.889959, 16.646466 | 10031000980001 | Ladda upp en bild av detta fornminne      |
| Bettna 99:1                  | Stensättning                |              | Bettna, Södermanland |               | 58.889830, 16.647418 | 10031000990001 | Ladda upp en bild av detta fornminne      |
| Bettna 99:2                  | Stensättning                |              | Bettna, Södermanland |               | 58.889560, 16.647748 | 10031000990002 | Ladda upp en bild av detta fornminne      |
| Bettna 100:1                 | Stensättning                |              | Bettna, Södermanland |               | 58.896074, 16.642852 | 10031001000001 | Ladda upp en bild av detta fornminne      |
| Bettna 102:1                 | Stensättning                |              | Bettna, Södermanland |               | 58.894556, 16.655585 | 10031001020001 | Ladda upp en bild av detta fornminne      |
| Bettna 103:1                 | Stensättning                |              | Bettna, Södermanland |               | 58.895259, 16.654239 | 10031001030001 | Ladda upp en bild av detta fornminne      |
| Bettna 103:2                 | Stensättning                |              | Bettna, Södermanland |               | 58.895162, 16.654362 | 10031001030002 | Ladda upp en bild av detta fornminne      |
| Bettna 103:3                 | Stensättning                |              | Bettna, Södermanland |               | 58.895018, 16.654254 | 10031001030003 | Ladda upp en bild av detta fornminne      |
| Bettna 103:4                 | Stensättning                |              | Bettna, Södermanland |               | 58.894972, 16.654618 | 10031001030004 | Ladda upp en bild av detta fornminne      |
| Bettna 104:1                 | Gravfält                    |              | Bettna, Södermanland |               | 58.895743, 16.653596 | 10031001040001 | Ladda upp en bild av detta fornminne      |
| Bettna 105:1                 | Gravfält                    |              | Bettna, Södermanland |               | 58.899007, 16.656372 | 10031001050001 | Ladda upp en bild av detta fornminne      |
| Bettna 107:1                 | Stensättning                |              | Bettna, Södermanland |               | 58.918413, 16.646334 | 10031001070001 | Ladda upp en bild av detta fornminne      |
| Bettna 108:1                 | Röse                        |              | Bettna, Södermanland |               | 58.925071, 16.664815 | 10031001080001 | Ladda upp en bild av detta fornminne      |
| Bettna 109:1                 | Stensättning                |              | Bettna, Södermanland |               | 58.928229, 16.653338 | 10031001090001 | Ladda upp en bild av detta fornminne      |
| Bettna 110:1                 | Stensättning                |              | Bettna, Södermanland |               | 58.929028, 16.650274 | 10031001100001 | Ladda upp en bild av detta fornminne      |
| Bettna 110:2                 | Stensättning                |              | Bettna, Södermanland |               | 58.928973, 16.650603 | 10031001100002 | Ladda upp en bild av detta fornminne      |
| Bettna 111:1                 | Stensättning                |              | Bettna, Södermanland |               | 58.926626, 16.642558 | 10031001110001 | Ladda upp en bild av detta fornminne      |
| Bettna 112:1                 | Stensättning                |              | Bettna, Södermanland |               | 58.928502, 16.642129 | 10031001120001 | Ladda upp en bild av detta fornminne      |
| Bettna 113:1                 | Stensättning                |              | Bettna, Södermanland |               | 58.928757, 16.641364 | 10031001130001 | Ladda upp en bild av detta fornminne      |
| Bettna 114:1                 | Stensättning                |              | Bettna, Södermanland |               | 58.931386, 16.638526 | 10031001140001 | Ladda upp en bild av detta fornminne      |
| Bettna 115:1                 | Stensättning                |              | Bettna, Södermanland |               | 58.928874, 16.637754 | 10031001150001 | Ladda upp en bild av detta fornminne      |
| Bettna 115:2                 | Stensättning                |              | Bettna, Södermanland |               | 58.928974, 16.637390 | 10031001150002 | Ladda upp en bild av detta fornminne      |
| Bettna 116:1                 | Stensättning                |              | Bettna, Södermanland |               | 58.925069, 16.637125 | 10031001160001 | Ladda upp en bild av detta fornminne      |
| Bettna 117:1                 | Stensättning                |              | Bettna, Södermanland |               | 58.924866, 16.694312 | 10031001170001 | Ladda upp en bild av detta fornminne      |
| Bettna 119:1                 | Stensättning                |              | Bettna, Södermanland |               | 58.922903, 16.672395 | 10031001190001 | Ladda upp en bild av detta fornminne      |
| Bettna 120:1                 | Stensättning                |              | Bettna, Södermanland |               | 58.921651, 16.658665 | 10031001200001 | Ladda upp en bild av detta fornminne      |
| Bettna 121:1                 | Stensättning                |              | Bettna, Södermanland |               | 58.919775, 16.661529 | 10031001210001 | Ladda upp en bild av detta fornminne      |
| Bettna 122:1                 | Stensättning                |              | Bettna, Södermanland |               | 58.915511, 16.667025 | 10031001220001 | Ladda upp en bild av detta fornminne      |
| Bettna 123:1                 | Stensättning                |              | Bettna, Södermanland |               | 58.912211, 16.663148 | 10031001230001 | Ladda upp en bild av detta fornminne      |
| Bettna 124:1                 | Gravfält                    |              | Bettna, Södermanland |               | 58.912007, 16.664405 | 10031001240001 | Ladda upp en bild av detta fornminne      |
| Bettna 125:1                 | Gravfält                    |              | Bettna, Södermanland |               | 58.911870, 16.648849 | 10031001250001 | Ladda upp en bild av detta fornminne      |
| Bettna 126:1                 | Gravfält                    |              | Bettna, Södermanland |               | 58.900311, 16.644193 | 10031001260001 | Ladda upp en till bild av detta fornminne |
| Bettna 128:1                 | Hög                         |              | Bettna, Södermanland |               | 58.901499, 16.645215 | 10031001280001 | Ladda upp en bild av detta fornminne      |
| Bettna 129:1                 | Hög                         |              | Bettna, Södermanland |               | 58.899821, 16.654114 | 10031001290001 | Ladda upp en bild av detta fornminne      |
| Sö Fv1984;253 (Bettna 129:2) | Runristning                 |              | Bettna, Södermanland | Åkra gård     | 58.899930, 16.653907 | 10031001290002 | Ladda upp en bild av detta fornminne      |
| Bettna 130:1                 | Gravfält                    |              | Bettna, Södermanland |               | 58.889912, 16.547959 | 10031001300001 | Ladda upp en bild av detta fornminne      |
| Bettna 131:1                 | Stensättning                |              | Bettna, Södermanland |               | 58.887738, 16.549140 | 10031001310001 | Ladda upp en bild av detta fornminne      |
| Bettna 131:2                 | Stensättning                |              | Bettna, Södermanland |               | 58.887722, 16.548862 | 10031001310002 | Ladda upp en bild av detta fornminne      |
| Bettna 132:1                 | Gravfält                    |              | Bettna, Södermanland |               | 58.887186, 16.549683 | 10031001320001 | Ladda upp en bild av detta fornminne      |
| Bettna 133:1                 | Gravfält                    |              | Bettna, Södermanland |               | 58.884191, 16.557547 | 10031001330001 | Ladda upp en bild av detta fornminne      |
| Bettna 134:1                 | Hög                         |              | Bettna, Södermanland |               | 58.886836, 16.560410 | 10031001340001 | Ladda upp en bild av detta fornminne      |
| Bettna 134:2                 | Stensättning                |              | Bettna, Södermanland |               | 58.886879, 16.560914 | 10031001340002 | Ladda upp en bild av detta fornminne      |
| Bettna 135:1                 | Gravfält                    |              | Bettna, Södermanland |               | 58.888840, 16.562125 | 10031001350001 | Ladda upp en bild av detta fornminne      |
| Bettna 137:1                 | Stensättning                |              | Bettna, Södermanland |               | 58.885286, 16.635393 | 10031001370001 | Ladda upp en bild av detta fornminne      |
| Bettna 138:1                 | Stensättning                |              | Bettna, Södermanland |               | 58.884965, 16.633870 | 10031001380001 | Ladda upp en bild av detta fornminne      |
| Bettna 139:1                 | Stensättning                |              | Bettna, Södermanland |               | 58.885153, 16.625651 | 10031001390001 | Ladda upp en bild av detta fornminne      |
| Bettna 140:1                 | Röse                        |              | Bettna, Södermanland |               | 58.883396, 16.627479 | 10031001400001 | Ladda upp en bild av detta fornminne      |
| Bettna 141:1                 | Röse                        |              | Bettna, Södermanland |               | 58.881662, 16.627429 | 10031001410001 | Ladda upp en bild av detta fornminne      |
| Bettna 142:1                 | Stensättning                |              | Bettna, Södermanland |               | 58.882637, 16.636360 | 10031001420001 | Ladda upp en bild av detta fornminne      |
| Bettna 143:1                 | Stensättning                |              | Bettna, Södermanland |               | 58.884882, 16.638859 | 10031001430001 | Ladda upp en bild av detta fornminne      |
| Bettna 144:1                 | Stensättning                |              | Bettna, Södermanland |               | 58.889003, 16.645256 | 10031001440001 | Ladda upp en bild av detta fornminne      |
| Bettna 145:1                 | Stensättning                |              | Bettna, Södermanland |               | 58.888294, 16.650003 | 10031001450001 | Ladda upp en bild av detta fornminne      |
| Bettna 146:1                 | Stensättning                |              | Bettna, Södermanland |               | 58.887761, 16.650211 | 10031001460001 | Ladda upp en bild av detta fornminne      |
| Bettna 147:1                 | Hög                         |              | Bettna, Södermanland |               | 58.906764, 16.627241 | 10031001470001 | Ladda upp en bild av detta fornminne      |
| Bettna 147:2                 | Hög                         |              | Bettna, Södermanland |               | 58.906629, 16.627223 | 10031001470002 | Ladda upp en bild av detta fornminne      |
| Bettna 148:1                 | Stensättning                |              | Bettna, Södermanland |               | 58.911189, 16.644083 | 10031001480001 | Ladda upp en bild av detta fornminne      |
| Bettna 150:1                 | Hög                         |              | Bettna, Södermanland |               | 58.907097, 16.636892 | 10031001500001 | Ladda upp en bild av detta fornminne      |
| Bettna 152:1                 | Hög                         |              | Bettna, Södermanland |               | 58.906261, 16.637317 | 10031001520001 | Ladda upp en bild av detta fornminne      |
| Bettna 154:1                 | Gravfält                    |              | Bettna, Södermanland |               | 58.904961, 16.565276 | 10031001540001 | Ladda upp en bild av detta fornminne      |
| Bettna 155:1                 | Stensättning                |              | Bettna, Södermanland |               | 58.903699, 16.561654 | 10031001550001 | Ladda upp en bild av detta fornminne      |
| Bettna 158:1                 | Stensättning                |              | Bettna, Södermanland |               | 58.910932, 16.661641 | 10031001580001 | Ladda upp en bild av detta fornminne      |
| Bettna 160:1                 | Gravfält                    |              | Bettna, Södermanland |               | 58.897115, 16.717023 | 10031001600001 | Ladda upp en bild av detta fornminne      |
| Bettna 161:1                 | Hög                         |              | Bettna, Södermanland |               | 58.942063, 16.602038 | 10031001610001 | Ladda upp en bild av detta fornminne      |
| Bettna 161:2                 | Stensättning                |              | Bettna, Södermanland |               | 58.942110, 16.601709 | 10031001610002 | Ladda upp en bild av detta fornminne      |
| Bettna 161:3                 | Stensättning                |              | Bettna, Södermanland |               | 58.942039, 16.601515 | 10031001610003 | Ladda upp en bild av detta fornminne      |
| Bettna 161:4                 | Hög                         |              | Bettna, Södermanland |               | 58.941978, 16.601270 | 10031001610004 | Ladda upp en bild av detta fornminne      |
| Bettna 162:1                 | Stensättning                |              | Bettna, Södermanland |               | 58.940292, 16.578705 | 10031001620001 | Ladda upp en bild av detta fornminne      |
| Bettna 163:1                 | Gravfält                    |              | Bettna, Södermanland |               | 58.939355, 16.579234 | 10031001630001 | Ladda upp en bild av detta fornminne      |
| Bettna 167:1                 | Stensättning                |              | Bettna, Södermanland |               | 58.897889, 16.714568 | 10031001670001 | Ladda upp en bild av detta fornminne      |
| Bettna 168:1                 | Stensättning                |              | Bettna, Södermanland |               | 58.898077, 16.717943 | 10031001680001 | Ladda upp en bild av detta fornminne      |
| Bettna 172:1                 | Stensättning                |              | Bettna, Södermanland |               | 58.905167, 16.714168 | 10031001720001 | Ladda upp en bild av detta fornminne      |
| Bettna 172:2                 | Stensättning                |              | Bettna, Södermanland |               | 58.905035, 16.713885 | 10031001720002 | Ladda upp en bild av detta fornminne      |
| Bettna 173:1                 | Stensättning                |              | Bettna, Södermanland |               | 58.900132, 16.703030 | 10031001730001 | Ladda upp en bild av detta fornminne      |
| Bettna 174:1                 | Stensättning                |              | Bettna, Södermanland |               | 58.911550, 16.676246 | 10031001740001 | Ladda upp en bild av detta fornminne      |
| Bettna 176:1                 | Stensättning                |              | Bettna, Södermanland |               | 58.907362, 16.677453 | 10031001760001 | Ladda upp en bild av detta fornminne      |
| Bettna 178:1                 | Stensättning                |              | Bettna, Södermanland |               | 58.915789, 16.721004 | 10031001780001 | Ladda upp en bild av detta fornminne      |
| Bettna 179:1                 | Stensättning                |              | Bettna, Södermanland |               | 58.914875, 16.705756 | 10031001790001 | Ladda upp en bild av detta fornminne      |
| Bettna 180:1                 | Stensättning                |              | Bettna, Södermanland |               | 58.920523, 16.697386 | 10031001800001 | Ladda upp en bild av detta fornminne      |
| Bettna 181:1                 | Gravfält                    |              | Bettna, Södermanland |               | 58.913364, 16.710597 | 10031001810001 | Ladda upp en bild av detta fornminne      |
| Bettna 182:1                 | Stensättning                |              | Bettna, Södermanland |               | 58.918760, 16.701901 | 10031001820001 | Ladda upp en bild av detta fornminne      |
| Bettna 183:1                 | Stensättning                |              | Bettna, Södermanland |               | 58.924089, 16.672095 | 10031001830001 | Ladda upp en bild av detta fornminne      |
| Bettna 187:1                 | Stensättning                |              | Bettna, Södermanland |               | 58.923501, 16.717878 | 10031001870001 | Ladda upp en bild av detta fornminne      |
| Bettna 187:2                 | Stensättning                |              | Bettna, Södermanland |               | 58.923354, 16.717334 | 10031001870002 | Ladda upp en bild av detta fornminne      |
| Bettna 187:3                 | Stensättning                |              | Bettna, Södermanland |               | 58.923216, 16.717623 | 10031001870003 | Ladda upp en bild av detta fornminne      |
| Bettna 188:1                 | Stensättning                |              | Bettna, Södermanland |               | 58.915154, 16.686198 | 10031001880001 | Ladda upp en bild av detta fornminne      |
| Bettna 190:1                 | Stensättning                |              | Bettna, Södermanland |               | 58.927165, 16.680733 | 10031001900001 | Ladda upp en bild av detta fornminne      |
| Bettna 197:1                 | Stensättning                |              | Bettna, Södermanland |               | 58.904141, 16.640818 | 10031001970001 | Ladda upp en bild av detta fornminne      |
| Bettna 199:1                 | Stensättning                |              | Bettna, Södermanland |               | 58.897556, 16.605242 | 10031001990001 | Ladda upp en bild av detta fornminne      |
| Bettna 200:1                 | Stensättning                |              | Bettna, Södermanland |               | 58.897199, 16.611657 | 10031002000001 | Ladda upp en bild av detta fornminne      |
| Bettna 201:1                 | Stensättning                |              | Bettna, Södermanland |               | 58.931630, 16.563809 | 10031002010001 | Ladda upp en bild av detta fornminne      |
| Bettna 202:1                 | Stensättning                |              | Bettna, Södermanland |               | 58.930255, 16.566128 | 10031002020001 | Ladda upp en bild av detta fornminne      |
| Bettna 203:1                 | Gravfält                    |              | Bettna, Södermanland |               | 58.929047, 16.565050 | 10031002030001 | Ladda upp en bild av detta fornminne      |
| Bettna 204:1                 | Stensättning                |              | Bettna, Södermanland |               | 58.934401, 16.583444 | 10031002040001 | Ladda upp en bild av detta fornminne      |
| Bettna 205:1                 | Fornborg                    |              | Bettna, Södermanland |               | 58.933877, 16.586059 | 10031002050001 | Ladda upp en bild av detta fornminne      |
| Bettna 206:1                 | Stensättning                |              | Bettna, Södermanland |               | 58.902899, 16.584370 | 10031002060001 | Ladda upp en bild av detta fornminne      |
| Bettna 212:1                 | Stensättning                |              | Bettna, Södermanland |               | 58.909190, 16.570496 | 10031002120001 | Ladda upp en bild av detta fornminne      |
| Bettna 212:2                 | Stensättning                |              | Bettna, Södermanland |               | 58.909462, 16.570227 | 10031002120002 | Ladda upp en bild av detta fornminne      |
| Bettna 213:1                 | Stensättning                |              | Bettna, Södermanland |               | 58.912301, 16.617699 | 10031002130001 | Ladda upp en bild av detta fornminne      |
| Bettna 214:1                 | Stensättning                |              | Bettna, Södermanland |               | 58.911336, 16.616006 | 10031002140001 | Ladda upp en bild av detta fornminne      |
| Bettna 216:1                 | Stensättning                |              | Bettna, Södermanland |               | 58.882776, 16.634660 | 10031002160001 | Ladda upp en bild av detta fornminne      |
| Bettna 221:1                 | Stensättning                |              | Bettna, Södermanland |               | 58.895720, 16.656673 | 10031002210001 | Ladda upp en bild av detta fornminne      |
| Bettna 222:1                 | Stensättning                |              | Bettna, Södermanland |               | 58.915885, 16.647029 | 10031002220001 | Ladda upp en bild av detta fornminne      |
| Bettna 222:2                 | Gravhägnad                  |              | Bettna, Södermanland |               | 58.916010, 16.647066 | 10031002220002 | Ladda upp en bild av detta fornminne      |
| Bettna 224:1                 | Stensättning                |              | Bettna, Södermanland |               | 58.892250, 16.632909 | 10031002240001 | Ladda upp en bild av detta fornminne      |
| Bettna 225:1                 | Stensättning                |              | Bettna, Södermanland |               | 58.887134, 16.644123 | 10031002250001 | Ladda upp en bild av detta fornminne      |
| Bettna 225:2                 | Stensättning                |              | Bettna, Södermanland |               | 58.887109, 16.643827 | 10031002250002 | Ladda upp en bild av detta fornminne      |
| Bettna 226:1                 | Hög                         |              | Bettna, Södermanland |               | 58.881011, 16.629254 | 10031002260001 | Ladda upp en bild av detta fornminne      |
| Bettna 227:1                 | Stensättning                |              | Bettna, Södermanland |               | 58.888719, 16.612605 | 10031002270001 | Ladda upp en bild av detta fornminne      |
| Bettna 228:1                 | Stensättning                |              | Bettna, Södermanland |               | 58.888686, 16.615943 | 10031002280001 | Ladda upp en bild av detta fornminne      |
| Bettna 231:1                 | Stensättning                |              | Bettna, Södermanland |               | 58.890475, 16.618341 | 10031002310001 | Ladda upp en bild av detta fornminne      |
| Bettna 233:1                 | Stensättning                |              | Bettna, Södermanland |               | 58.918506, 16.644036 | 10031002330001 | Ladda upp en bild av detta fornminne      |
| Bettna 233:2                 | Stensättning                |              | Bettna, Södermanland |               | 58.918398, 16.643896 | 10031002330002 | Ladda upp en bild av detta fornminne      |
| Bettna 233:3                 | Stensättning                |              | Bettna, Södermanland |               | 58.918325, 16.643742 | 10031002330003 | Ladda upp en bild av detta fornminne      |
| Bettna 238:1                 | Stensättning                |              | Bettna, Södermanland |               | 58.909560, 16.562683 | 10031002380001 | Ladda upp en bild av detta fornminne      |
| Bettna 238:2                 | Stensättning                |              | Bettna, Södermanland |               | 58.909689, 16.562288 | 10031002380002 | Ladda upp en bild av detta fornminne      |
| Bettna 239:1                 | Fornborg                    |              | Bettna, Södermanland |               | 58.904619, 16.558679 | 10031002390001 | Ladda upp en bild av detta fornminne      |
| Bettna 240:1                 | Stensättning                |              | Bettna, Södermanland |               | 58.908376, 16.556106 | 10031002400001 | Ladda upp en bild av detta fornminne      |
| Bettna 241:1                 | Stensättning                |              | Bettna, Södermanland |               | 58.913012, 16.559839 | 10031002410001 | Ladda upp en bild av detta fornminne      |
| Bettna 242:1                 | Stensättning                |              | Bettna, Södermanland |               | 58.917885, 16.562052 | 10031002420001 | Ladda upp en bild av detta fornminne      |
| Bettna 243:1                 | Röse                        |              | Bettna, Södermanland |               | 58.917336, 16.553567 | 10031002430001 | Ladda upp en bild av detta fornminne      |
| Bettna 244:1                 | Hög                         |              | Bettna, Södermanland |               | 58.914165, 16.546253 | 10031002440001 | Ladda upp en bild av detta fornminne      |
| Bettna 246:1                 | Stensättning                |              | Bettna, Södermanland |               | 58.902922, 16.504318 | 10031002460001 | Ladda upp en bild av detta fornminne      |
| Bettna 246:2                 | Stensättning                |              | Bettna, Södermanland |               | 58.902970, 16.505066 | 10031002460002 | Ladda upp en bild av detta fornminne      |
| Bettna 246:3                 | Stensättning                |              | Bettna, Södermanland |               | 58.903093, 16.505399 | 10031002460003 | Ladda upp en bild av detta fornminne      |
| Bettna 248:1                 | Röse                        |              | Bettna, Södermanland |               | 58.906804, 16.517372 | 10031002480001 | Ladda upp en bild av detta fornminne      |
| Bettna 249:1                 | Gravfält                    |              | Bettna, Södermanland |               | 58.906326, 16.519458 | 10031002490001 | Ladda upp en bild av detta fornminne      |
| Bettna 251:1                 | Stensättning                |              | Bettna, Södermanland |               | 58.906256, 16.516333 | 10031002510001 | Ladda upp en bild av detta fornminne      |
| Bettna 252:1                 | Stensättning                |              | Bettna, Södermanland |               | 58.907518, 16.514530 | 10031002520001 | Ladda upp en bild av detta fornminne      |
| Bettna 252:2                 | Stensättning                |              | Bettna, Södermanland |               | 58.907497, 16.514842 | 10031002520002 | Ladda upp en bild av detta fornminne      |
| Bettna 253:1                 | Stensättning                |              | Bettna, Södermanland |               | 58.907027, 16.516372 | 10031002530001 | Ladda upp en bild av detta fornminne      |
| Bettna 253:2                 | Stensättning                |              | Bettna, Södermanland |               | 58.907028, 16.516251 | 10031002530002 | Ladda upp en bild av detta fornminne      |
| Bettna 254:1                 | Stensättning                |              | Bettna, Södermanland |               | 58.910104, 16.535703 | 10031002540001 | Ladda upp en bild av detta fornminne      |
| Bettna 255:1                 | Stensättning                |              | Bettna, Södermanland |               | 58.910643, 16.548905 | 10031002550001 | Ladda upp en bild av detta fornminne      |
| Bettna 256:1                 | Stensättning                |              | Bettna, Södermanland |               | 58.913748, 16.535725 | 10031002560001 | Ladda upp en bild av detta fornminne      |
| Bettna 257:1                 | Stensättning                |              | Bettna, Södermanland |               | 58.909702, 16.536611 | 10031002570001 | Ladda upp en bild av detta fornminne      |
| Bettna 257:2                 | Stensättning                |              | Bettna, Södermanland |               | 58.909801, 16.536579 | 10031002570002 | Ladda upp en bild av detta fornminne      |
| Bettna 259:1                 | Röse                        |              | Bettna, Södermanland |               | 58.922984, 16.528919 | 10031002590001 | Ladda upp en bild av detta fornminne      |
| Bettna 263:1                 | Stensättning                |              | Bettna, Södermanland |               | 58.926413, 16.536710 | 10031002630001 | Ladda upp en bild av detta fornminne      |
| Bettna 267:1                 | Stensättning                |              | Bettna, Södermanland |               | 58.917382, 16.657181 | 10031002670001 | Ladda upp en bild av detta fornminne      |
| Bettna 268:1                 | Gravfält                    |              | Bettna, Södermanland |               | 58.936936, 16.593528 | 10031002680001 | Ladda upp en bild av detta fornminne      |
| Stenkärringen (Bettna 269:1) | Grav markerad av sten/block |              | Bettna, Södermanland |               | 58.934169, 16.600664 | 10031002690001 | Ladda upp en bild av detta fornminne      |
| Bettna 274:1                 | Stensättning                |              | Bettna, Södermanland |               | 58.925997, 16.545932 | 10031002740001 | Ladda upp en bild av detta fornminne      |
| Bettna 275:1                 | Stensättning                |              | Bettna, Södermanland |               | 58.926104, 16.543765 | 10031002750001 | Ladda upp en bild av detta fornminne      |
| Bettna 276:1                 | Stensättning                |              | Bettna, Södermanland |               | 58.912141, 16.665542 | 10031002760001 | Ladda upp en bild av detta fornminne      |
| Bettna 277:1                 | Stensättning                |              | Bettna, Södermanland |               | 58.882903, 16.564079 | 10031002770001 | Ladda upp en bild av detta fornminne      |
| Bettna 282:1                 | Stensättning                |              | Bettna, Södermanland |               | 58.893093, 16.550353 | 10031002820001 | Ladda upp en bild av detta fornminne      |
| Bettna 282:2                 | Stensättning                |              | Bettna, Södermanland |               | 58.893232, 16.549907 | 10031002820002 | Ladda upp en bild av detta fornminne      |
| Bettna 291:1                 | Stensättning                |              | Bettna, Södermanland |               | 58.927564, 16.613834 | 10031002910001 | Ladda upp en bild av detta fornminne      |
| Bettna 292:1                 | Gravfält                    |              | Bettna, Södermanland |               | 58.912395, 16.666578 | 10031002920001 | Ladda upp en bild av detta fornminne      |
| Bettna 295:1                 | Stensättning                |              | Bettna, Södermanland |               | 58.911166, 16.664351 | 10031002950001 | Ladda upp en bild av detta fornminne      |
| Bettna 295:2                 | Stensättning                |              | Bettna, Södermanland |               | 58.911390, 16.664614 | 10031002950002 | Ladda upp en bild av detta fornminne      |
| Bettna 295:3                 | Stensättning                |              | Bettna, Södermanland |               | 58.911236, 16.664959 | 10031002950003 | Ladda upp en bild av detta fornminne      |
| Bettna 296:1                 | Stensättning                |              | Bettna, Södermanland |               | 58.910794, 16.656417 | 10031002960001 | Ladda upp en bild av detta fornminne      |
| Bettna 297:1                 | Stensättning                |              | Bettna, Södermanland |               | 58.912399, 16.669293 | 10031002970001 | Ladda upp en bild av detta fornminne      |
| Bettna 298:1                 | Stensättning                |              | Bettna, Södermanland |               | 58.912413, 16.667610 | 10031002980001 | Ladda upp en bild av detta fornminne      |
| Bettna 300:1                 | Stensättning                |              | Bettna, Södermanland |               | 58.912131, 16.671824 | 10031003000001 | Ladda upp en bild av detta fornminne      |
| Bettna 301:1                 | Gravfält                    |              | Bettna, Södermanland |               | 58.904290, 16.669629 | 10031003010001 | Ladda upp en bild av detta fornminne      |
| Bettna 302:1                 | Stensättning                |              | Bettna, Södermanland |               | 58.904903, 16.669367 | 10031003020001 | Ladda upp en bild av detta fornminne      |
| Bettna 302:2                 | Stensättning                |              | Bettna, Södermanland |               | 58.905020, 16.669316 | 10031003020002 | Ladda upp en bild av detta fornminne      |
| Bettna 302:3                 | Hög                         |              | Bettna, Södermanland |               | 58.905146, 16.669074 | 10031003020003 | Ladda upp en bild av detta fornminne      |
| Bettna 303:1                 | Gravfält                    |              | Bettna, Södermanland |               | 58.905425, 16.670792 | 10031003030001 | Ladda upp en bild av detta fornminne      |
| Bettna 304:1                 | Stensättning                |              | Bettna, Södermanland |               | 58.906430, 16.668863 | 10031003040001 | Ladda upp en bild av detta fornminne      |
| Bettna 305:1                 | Stensättning                |              | Bettna, Södermanland |               | 58.907319, 16.665975 | 10031003050001 | Ladda upp en bild av detta fornminne      |
| Bettna 305:2                 | Stensättning                |              | Bettna, Södermanland |               | 58.907111, 16.666337 | 10031003050002 | Ladda upp en bild av detta fornminne      |
| Bettna 305:3                 | Stensättning                |              | Bettna, Södermanland |               | 58.907047, 16.666666 | 10031003050003 | Ladda upp en bild av detta fornminne      |
| Bettna 310:1                 | Stensättning                |              | Bettna, Södermanland |               | 58.928387, 16.666952 | 10031003100001 | Ladda upp en bild av detta fornminne      |
| Bettna 310:2                 | Stensättning                |              | Bettna, Södermanland |               | 58.928278, 16.667072 | 10031003100002 | Ladda upp en bild av detta fornminne      |
| Bettna 311:1                 | Stensättning                |              | Bettna, Södermanland |               | 58.929247, 16.667256 | 10031003110001 | Ladda upp en bild av detta fornminne      |
| Bettna 311:2                 | Stensättning                |              | Bettna, Södermanland |               | 58.929068, 16.667254 | 10031003110002 | Ladda upp en bild av detta fornminne      |
| Bettna 312:1                 | Stensättning                |              | Bettna, Södermanland |               | 58.927892, 16.670315 | 10031003120001 | Ladda upp en bild av detta fornminne      |
| Bettna 316:1                 | Stensättning                |              | Bettna, Södermanland |               | 58.926538, 16.645022 | 10031003160001 | Ladda upp en bild av detta fornminne      |
| Bettna 319:1                 | Stensättning                |              | Bettna, Södermanland |               | 58.930597, 16.635011 | 10031003190001 | Ladda upp en bild av detta fornminne      |
| Bettna 319:2                 | Stensättning                |              | Bettna, Södermanland |               | 58.930615, 16.634716 | 10031003190002 | Ladda upp en bild av detta fornminne      |
| Bettna 320:1                 | Stensättning                |              | Bettna, Södermanland |               | 58.930645, 16.633587 | 10031003200001 | Ladda upp en bild av detta fornminne      |
| Bettna 321:1                 | Gravfält                    |              | Bettna, Södermanland |               | 58.922687, 16.603280 | 10031003210001 | Ladda upp en bild av detta fornminne      |
| Bettna 323:1                 | Stensättning                |              | Bettna, Södermanland |               | 58.924087, 16.570677 | 10031003230001 | Ladda upp en bild av detta fornminne      |
| Bettna 324:1                 | Stensättning                |              | Bettna, Södermanland |               | 58.922567, 16.573286 | 10031003240001 | Ladda upp en bild av detta fornminne      |
| Bettna 325:1                 | Gravfält                    |              | Bettna, Södermanland |               | 58.922109, 16.568356 | 10031003250001 | Ladda upp en bild av detta fornminne      |
| Bettna 326:1                 | Röse                        |              | Bettna, Södermanland |               | 58.922499, 16.568476 | 10031003260001 | Ladda upp en bild av detta fornminne      |
| Bettna 326:2                 | Stensättning                |              | Bettna, Södermanland |               | 58.922435, 16.568630 | 10031003260002 | Ladda upp en bild av detta fornminne      |
| Bettna 326:3                 | Stensättning                |              | Bettna, Södermanland |               | 58.922392, 16.568455 | 10031003260003 | Ladda upp en bild av detta fornminne      |
| Bettna 327:1                 | Stensättning                |              | Bettna, Södermanland |               | 58.921189, 16.551115 | 10031003270001 | Ladda upp en bild av detta fornminne      |
| Bettna 328:1                 | Stensättning                |              | Bettna, Södermanland |               | 58.922089, 16.549684 | 10031003280001 | Ladda upp en bild av detta fornminne      |
| Bettna 329:1                 | Stensättning                |              | Bettna, Södermanland |               | 58.917829, 16.549209 | 10031003290001 | Ladda upp en bild av detta fornminne      |
| Bettna 330:1                 | Stensättning                |              | Bettna, Södermanland |               | 58.918817, 16.542523 | 10031003300001 | Ladda upp en bild av detta fornminne      |
| Bettna 331:1                 | Borg                        |              | Bettna, Södermanland |               | 58.893388, 16.568969 | 10031003310001 | Ladda upp en bild av detta fornminne      |
| Bettna 331:2                 | Borg                        |              | Bettna, Södermanland |               | 58.893710, 16.568072 | 10031003310002 | Ladda upp en bild av detta fornminne      |
| Bettna 332:1                 | Stensättning                |              | Bettna, Södermanland |               | 58.909120, 16.604984 | 10031003320001 | Ladda upp en bild av detta fornminne      |
| Bettna 333:1                 | Stensättning                |              | Bettna, Södermanland |               | 58.910554, 16.594794 | 10031003330001 | Ladda upp en bild av detta fornminne      |
| Bettna 334:1                 | Stensättning                |              | Bettna, Södermanland |               | 58.918564, 16.566811 | 10031003340001 | Ladda upp en bild av detta fornminne      |
| Bettna 335:1                 | Stensättning                |              | Bettna, Södermanland |               | 58.915551, 16.579740 | 10031003350001 | Ladda upp en bild av detta fornminne      |
| Bettna 337:1                 | Stensättning                |              | Bettna, Södermanland |               | 58.903053, 16.570916 | 10031003370001 | Ladda upp en bild av detta fornminne      |
| Bettna 341:1                 | Stensättning                |              | Bettna, Södermanland |               | 58.906989, 16.550079 | 10031003410001 | Ladda upp en bild av detta fornminne      |
| Bettna 342:1                 | Stensättning                |              | Bettna, Södermanland |               | 58.906936, 16.548863 | 10031003420001 | Ladda upp en bild av detta fornminne      |
| Bettna 343:1                 | Stensättning                |              | Bettna, Södermanland |               | 58.907681, 16.538979 | 10031003430001 | Ladda upp en bild av detta fornminne      |
| Bettna 343:2                 | Stensättning                |              | Bettna, Södermanland |               | 58.907797, 16.539035 | 10031003430002 | Ladda upp en bild av detta fornminne      |
| Bettna 345:1                 | Stensättning                |              | Bettna, Södermanland |               | 58.906717, 16.540495 | 10031003450001 | Ladda upp en bild av detta fornminne      |
| Bettna 345:2                 | Stensättning                |              | Bettna, Södermanland |               | 58.906772, 16.540375 | 10031003450002 | Ladda upp en bild av detta fornminne      |
| Bettna 345:3                 | Stensättning                |              | Bettna, Södermanland |               | 58.906792, 16.540184 | 10031003450003 | Ladda upp en bild av detta fornminne      |
| Bettna 346:1                 | Stensättning                |              | Bettna, Södermanland |               | 58.917257, 16.506346 | 10031003460001 | Ladda upp en bild av detta fornminne      |
| Bettna 347:1                 | Stensättning                |              | Bettna, Södermanland |               | 58.913095, 16.566070 | 10031003470001 | Ladda upp en bild av detta fornminne      |
| Bettna 349:1                 | Stensättning                |              | Bettna, Södermanland |               | 58.935257, 16.630660 | 10031003490001 | Ladda upp en bild av detta fornminne      |
| Bettna 350:1                 | Stensättning                |              | Bettna, Södermanland |               | 58.934847, 16.631344 | 10031003500001 | Ladda upp en bild av detta fornminne      |
| Bettna 350:2                 | Stensättning                |              | Bettna, Södermanland |               | 58.934601, 16.631789 | 10031003500002 | Ladda upp en bild av detta fornminne      |
| Bettna 350:3                 | Stensättning                |              | Bettna, Södermanland |               | 58.934545, 16.631996 | 10031003500003 | Ladda upp en bild av detta fornminne      |
| Bettna 351:1                 | Stensättning                |              | Bettna, Södermanland |               | 58.940268, 16.624073 | 10031003510001 | Ladda upp en bild av detta fornminne      |
| Bettna 353:1                 | Gravfält                    |              | Bettna, Södermanland |               | 58.938708, 16.639517 | 10031003530001 | Ladda upp en bild av detta fornminne      |
| Bettna 364:1                 | Fornborg                    |              | Bettna, Södermanland |               | 58.931900, 16.629354 | 10031003640001 | Ladda upp en bild av detta fornminne      |
| Bettna 365:1                 | Stensättning                |              | Bettna, Södermanland |               | 58.917828, 16.615495 | 10031003650001 | Ladda upp en bild av detta fornminne      |
| Bettna 366:1                 | Gravfält                    |              | Bettna, Södermanland |               | 58.938762, 16.577290 | 10031003660001 | Ladda upp en bild av detta fornminne      |
| Bettna 367:1                 | Stensättning                |              | Bettna, Södermanland |               | 58.934569, 16.592338 | 10031003670001 | Ladda upp en bild av detta fornminne      |
| Bettna 368:1                 | Stensättning                |              | Bettna, Södermanland |               | 58.901782, 16.479459 | 10031003680001 | Ladda upp en bild av detta fornminne      |
| Bettna 369:1                 | Stensättning                |              | Bettna, Södermanland |               | 58.902154, 16.478878 | 10031003690001 | Ladda upp en bild av detta fornminne      |
| Bettna 371:1                 | Stensättning                |              | Bettna, Södermanland |               | 58.938744, 16.557257 | 10031003710001 | Ladda upp en bild av detta fornminne      |
| Bettna 374:1                 | Stensättning                |              | Bettna, Södermanland |               | 58.941326, 16.592392 | 10031003740001 | Ladda upp en bild av detta fornminne      |
| Bettna 375:1                 | Stensättning                |              | Bettna, Södermanland |               | 58.941301, 16.594514 | 10031003750001 | Ladda upp en bild av detta fornminne      |
| Bettna 375:2                 | Stensättning                |              | Bettna, Södermanland |               | 58.941522, 16.595025 | 10031003750002 | Ladda upp en bild av detta fornminne      |
| Bettna 376:1                 | Stensättning                |              | Bettna, Södermanland |               | 58.938252, 16.636092 | 10031003760001 | Ladda upp en bild av detta fornminne      |
| Bettna 377:1                 | Stensättning                |              | Bettna, Södermanland |               | 58.922976, 16.568352 | 10031003770001 | Ladda upp en bild av detta fornminne      |
| Bettna 378:1                 | Stensättning                |              | Bettna, Södermanland |               | 58.907147, 16.541704 | 10031003780001 | Ladda upp en bild av detta fornminne      |
| Bettna 380:1                 | Stensättning                |              | Bettna, Södermanland |               | 58.900580, 16.623399 | 10031003800001 | Ladda upp en bild av detta fornminne      |
| Bettna 381:1                 | Stensättning                |              | Bettna, Södermanland |               | 58.900791, 16.625049 | 10031003810001 | Ladda upp en bild av detta fornminne      |
| Bettna 381:2                 | Stensättning                |              | Bettna, Södermanland |               | 58.900817, 16.625292 | 10031003810002 | Ladda upp en bild av detta fornminne      |
| Bettna 382:1                 | Stensättning                |              | Bettna, Södermanland |               | 58.900948, 16.626733 | 10031003820001 | Ladda upp en bild av detta fornminne      |
| Bettna 382:2                 | Stensättning                |              | Bettna, Södermanland |               | 58.900794, 16.627235 | 10031003820002 | Ladda upp en bild av detta fornminne      |
| Bettna 383:1                 | Stensättning                |              | Bettna, Södermanland |               | 58.900567, 16.628169 | 10031003830001 | Ladda upp en bild av detta fornminne      |
| Bettna 412                   | Stensättning                |              | Bettna, Södermanland |               | 58.908512, 16.550025 | 12000000007853 | Ladda upp en bild av detta fornminne      |